# Pustowo (województwo pomorskie)
Pustowo (kaszb. Pùstowò, niem. Püstow) – wieś w Polsce położona w województwie pomorskim, w powiecie słupskim, w gminie Kępice.
W latach 1975–1998 miejscowość administracyjnie należała do województwa słupskiego.
W miejscowości znajduje się park pałacowy z XIX wieku o pow. 4 ha. Pałac rodziny Zitzewitz z XIX w. zniszczony w 1945.